# Mycalesis tannis
Mycalesis tannis är en fjärilsart som beskrevs av Hans Fruhstorfer 1911. Mycalesis tannis ingår i släktet Mycalesis och familjen praktfjärilar. Inga underarter finns listade i Catalogue of Life.